# Herbert Asmodi

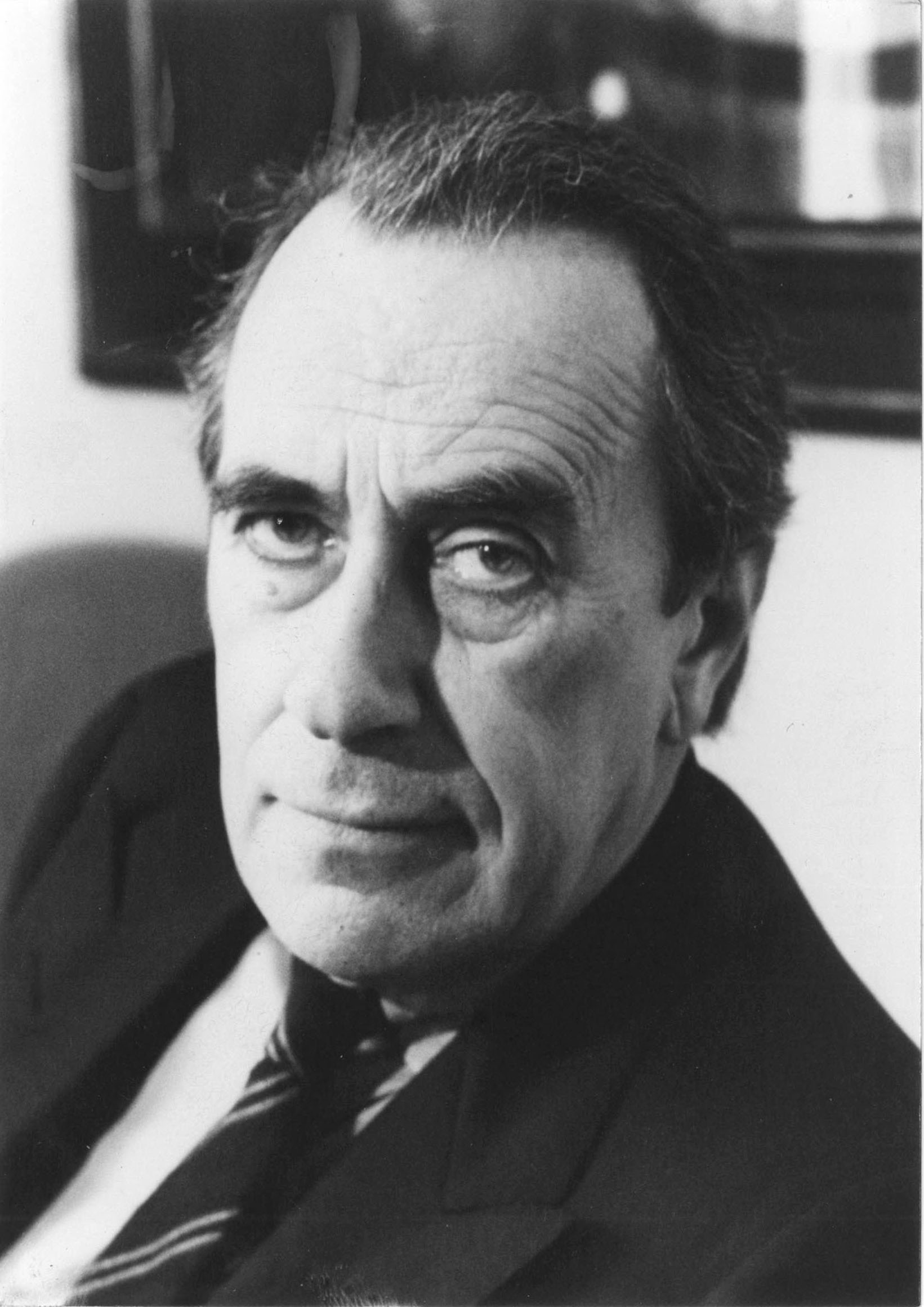
Herbert Asmodi

Herbert Asmodi (Heilbronn, 30 maart 1923 - München, 3 maart 2007) was een Duits auteur van toneelstukken, hoorspelen en draaiboeken.
Hij was vanaf 1942 onder de wapens en werd in 1945 gevangengenomen. Van 1947 tot 1952 studeerde hij germanistiek, kunstgeschiedenis en filosofie in Heidelberg en woonde sinds 1952 als schrijver in München. Voor zijn eerste toneelstuk Jenseits vom Paradies kreeg hij in 1954 de Gerhart-Hauptmann-Preis. In de jaren vijftig en zestig schreef hij vooral toneelstukken en hoorspelen, later werkte hij voor de televisie. Zijn driedelige televisiefilm Die Frau in Weiß, naar het boek van Wilkie Collins, werd een groot succes.

## Hoorspelen
1955
- Jenseits vom Paradies

1963
- Die Harakiri-Serie (in 1963 door de VARA uitgezonden: Het harakiri-mysterie, regie Jan C. Hubert)[1]

1967
- Nasrin oder Die Kunst zu träumen (in 1968 door de AVRO uitgezonden: Nasrin of De kunst van het dromen, regie Dick van Putten)[2]

- Biblioteca Nacional de España: XX1198062
- Bibliothèque nationale de France: cb14075514f (data)
- CiNii: DA07243135
- Gemeinsame Normdatei: 116361441
- International Standard Name Identifier: 0000 0001 1682 3210
- Library of Congress Control Number: n88104397
- MusicBrainz: 76f31ba4-cac3-47e3-b87c-bc7dbc4b80d0
- Nationale Bibliotheek van Tsjechië: xx0065503
- Nationale bibliotheek van Australië: 35009153
- Nationale Bibliotheek van Polen: a0000002720705
- Nederlandse Thesaurus van Auteursnamen: 072983582
- Réseau des bibliothèques de Suisse occidentale: 02-A022498834
- Système universitaire de documentation: 087289628
- Trove: 788312
- Virtual International Authority File: 86968555
- WorldCat: E39PBJmTrW9vjC96Gyb7mXP84q